# نارايان براكاش سعود
نارايان براكاش سعود هو سياسي نيبالي، ولد في 9 أغسطس 1962. نشط حزبياً في المؤتمر النيبالي. وقد انتخب عضو برلمان نيبال ‏ وانتخب عضو الجمعية التاسيسية ‏ وفي 2013 Nepalese Constituent Assembly election ‏، انتخب Member of the 2nd Constituent Assembly of Nepal ‏ عن دائرة Kanchanpur District ‏ وقد انضم خلال فترته النيابية ‏ (19 نوفمبر 2013 – 13 أكتوبر 2017) للكتلة البرلمانية المؤتمر النيبالي.